# Pseudotypisierung
Als Pseudotypisierung (engl. pseudotyping) wird der künstliche Austausch viraler Hüllproteine bezeichnet, der unter anderem bei der Erzeugung von viralen Vektoren eingesetzt wird. Das Ergebnis ist ein pseudotypisiertes Viruspartikel, umgangssprachlich auch „Pseudovirus“ genannt – was zur Verwechslungen mit den Pseudoviridae führen kann.
Die Hüllproteine des Virus werden dabei durch artfremde virale Hüllproteine ersetzt. Auf diese Weise können verschiedene Veränderungen des Vektors erzeugt werden, die unter anderem eine Veränderung des Tropismus gegenüber den Wirtszellen oder eine erhöhte Stabilität des Viruspartikels bewirken.
Die Pseudotypisierung ermöglicht zum Beispiel die Untersuchung spezifischer Eigenschaften der Virushüllproteine. Ein häufig verwendetes Hüllprotein ist das Glykoprotein G des Vesicular-Stomatitis-Virus (VSV), abgekürzt VSV-G. Dieses Hüllprotein ermöglicht eine Transduktion nahezu aller Zelltypen.
Die Pseudotypisierung wird auch zur Untersuchung von Blutproben auf ihre Neutralisierungsfähigkeit von Viren verwendet: Statt den Test mit dem gefährlichen originalen Virionen durchzuführen, verwendet man die weniger gefährlichen pseudotypisierten Viruspartikel. Ein bekanntes Beispiel ist der Einsatz bei der Untersuchung auf neutralisierende Antikörper gegen SARS-CoV-2, es werden hierbei vor allem Lentiviren verwendet, bei denen der Code für die eigenen Spikeproteine durch die den Code des SARS-CoV-2-Spikes ausgetauscht ist, so dass damit Virionen erzeugt werden, die beim Eindringen in die Zellen sich sehr ähnlich wie die von SARS-CoV-2 verhalten.